# اسکار کالیس
اسکار کالیس (انگلیسی: Oskar Kallis; ۲۳ نوامبر ۱۸۹۲ – ۱ ژانویهٔ ۱۹۱۸) نقاش اهل استونی بود. آثار وی در سبک ملی‌گرایی رمانتیک بوده است.

## نگارخانه

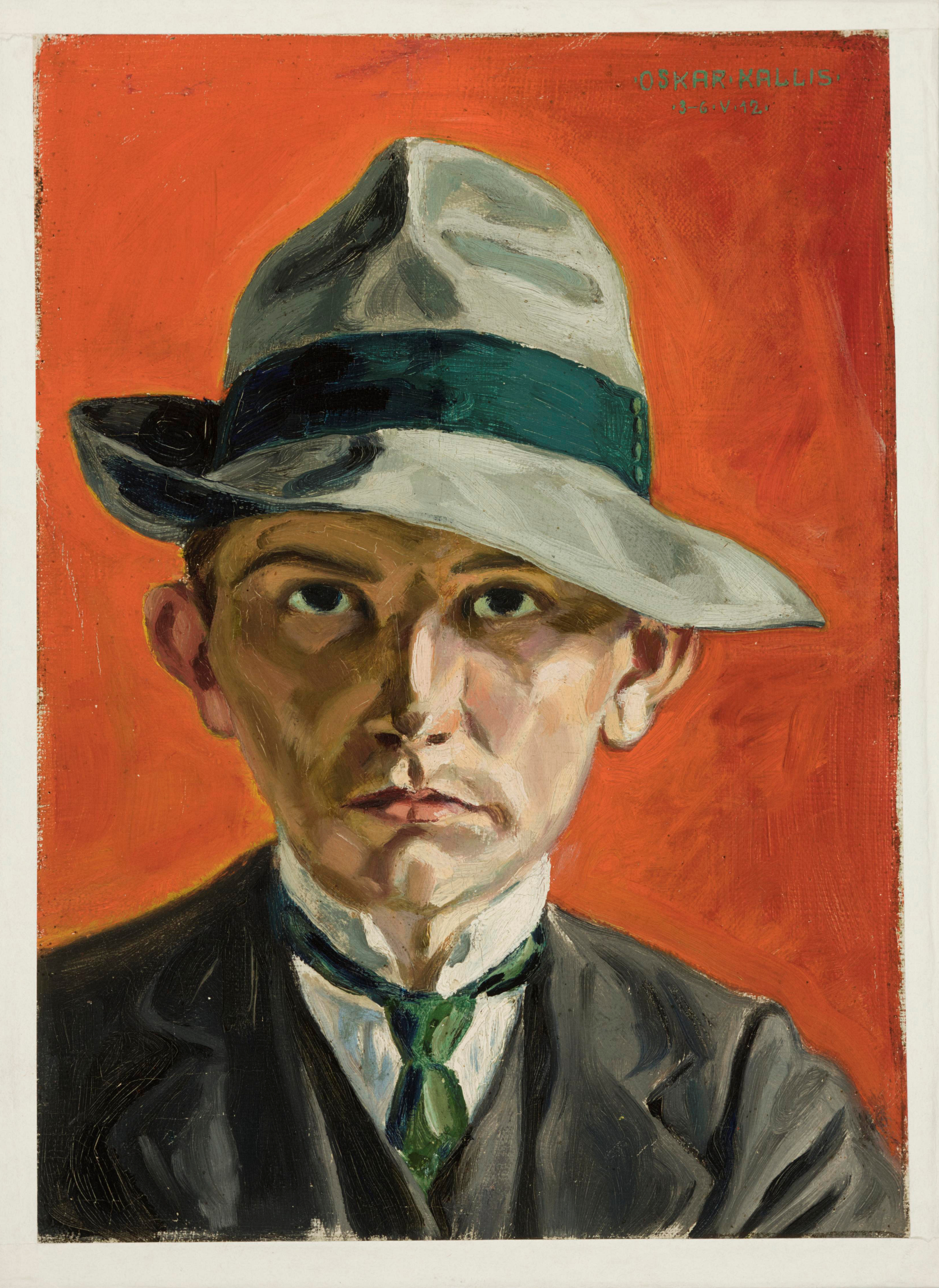
"Self-portrait" (1912)
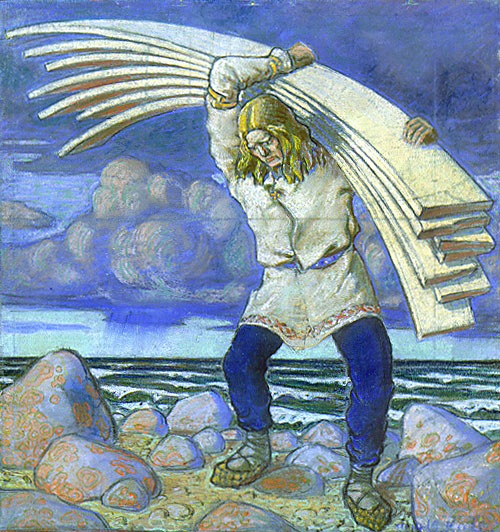
"Kalevipoeg laudu kandmas" (1914)
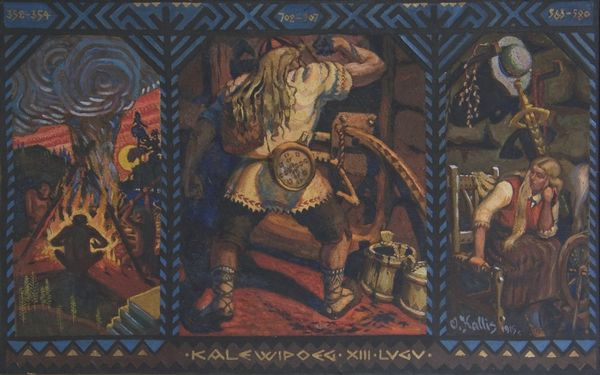
"Kalev's Son in the Netherworld" (1915)
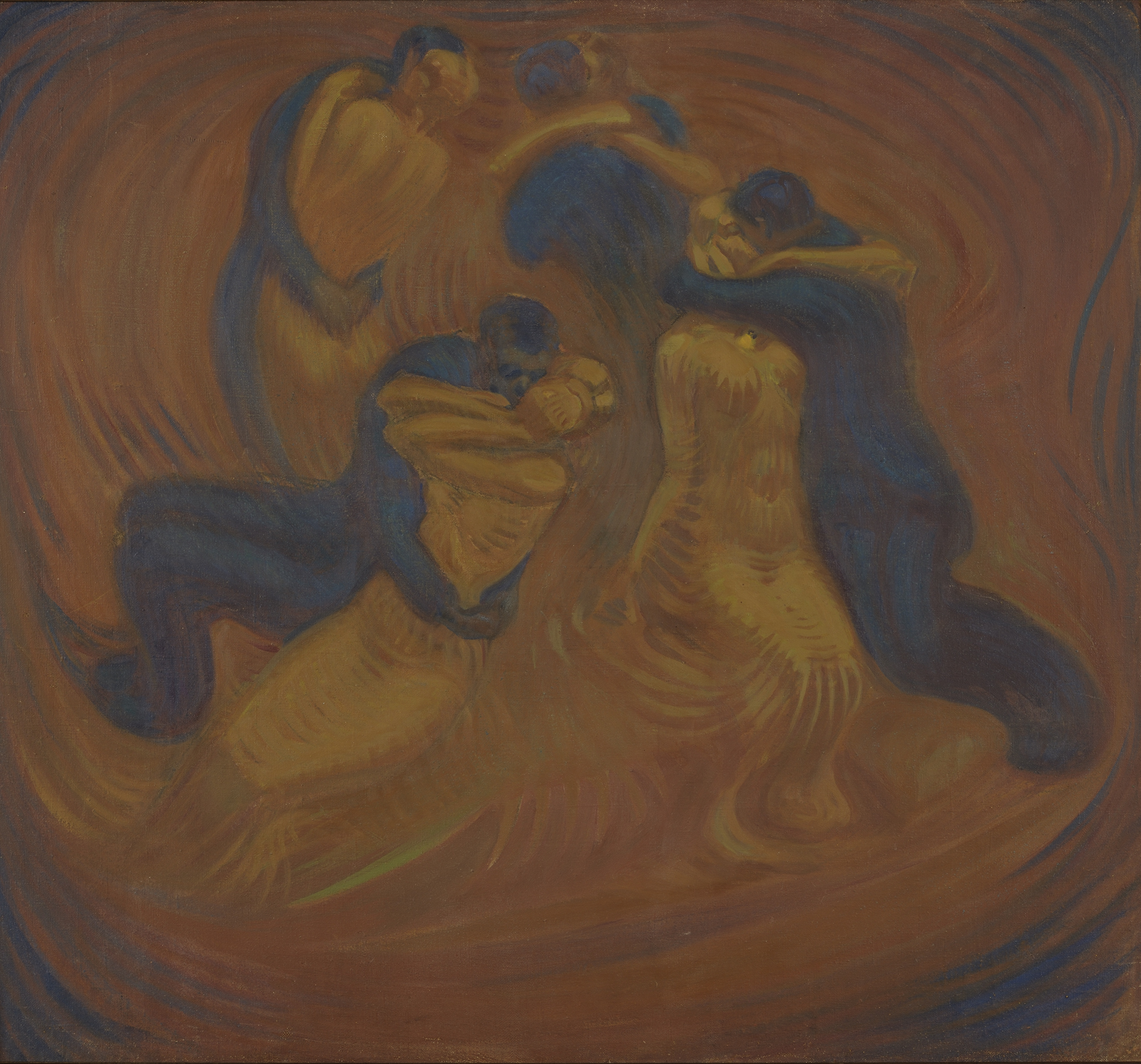
"Dance of Life" (1916)
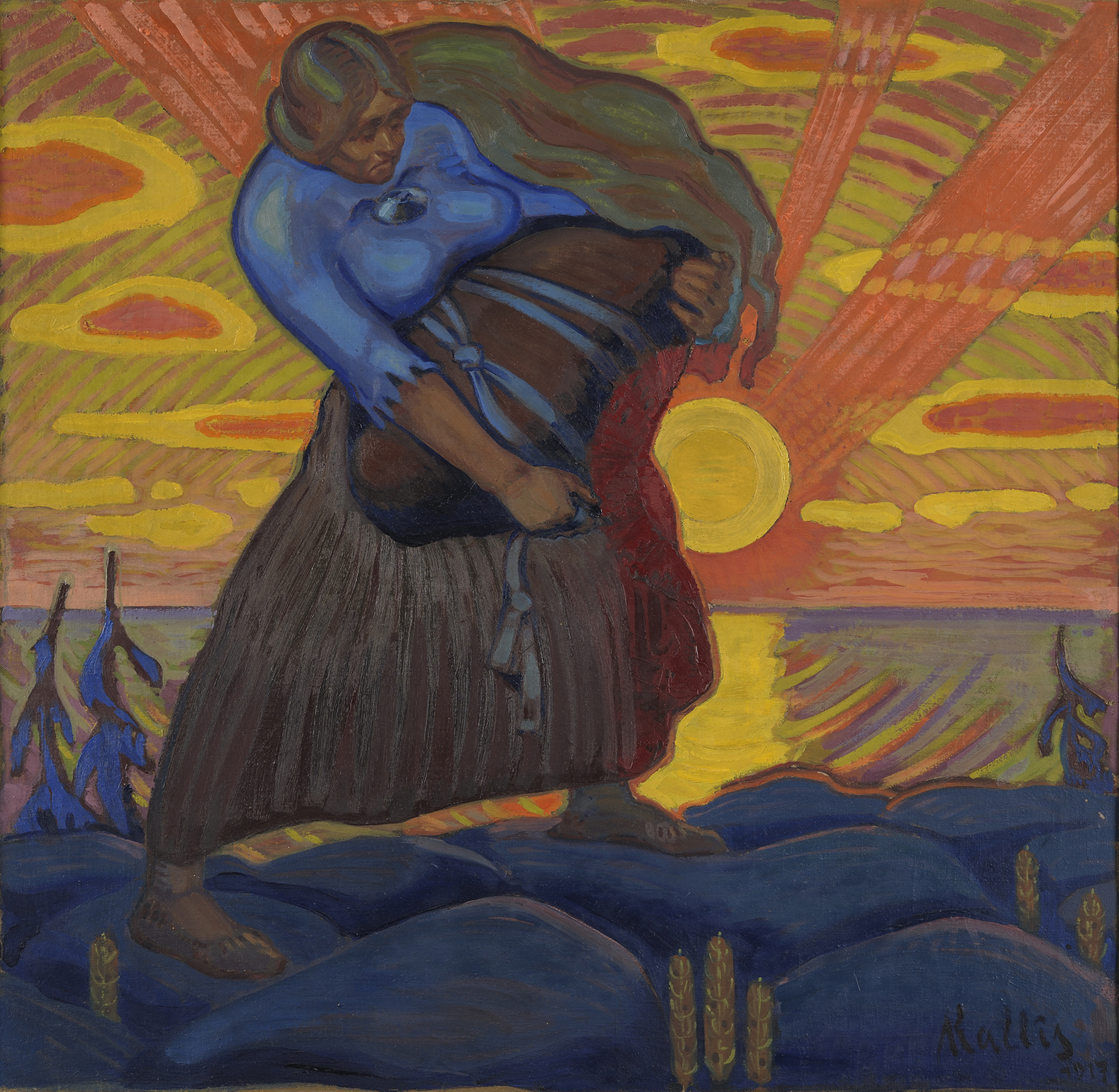
"Linda Carrying a Stone" (1917)
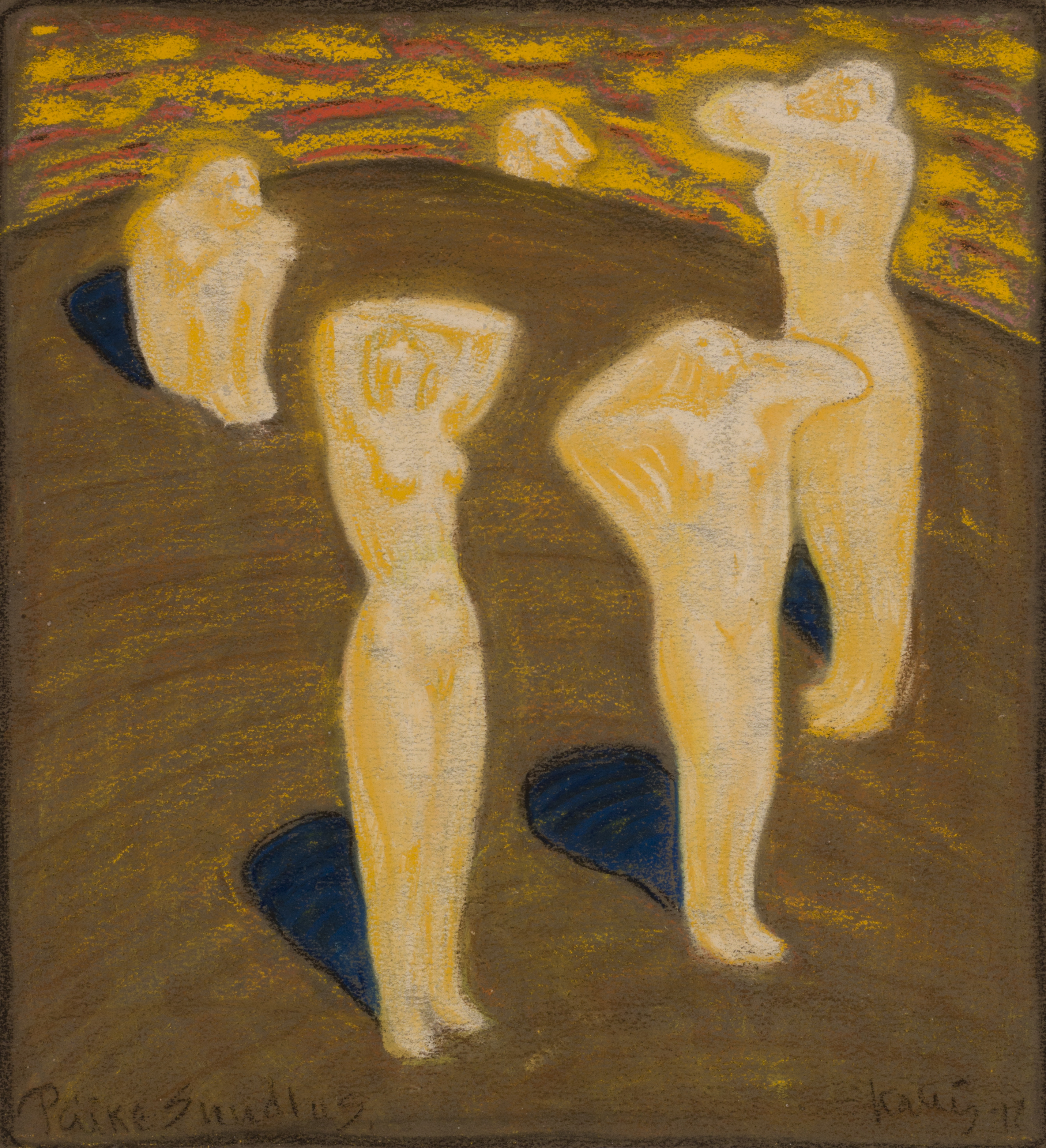
"Kiss from a Sun" (1917)